# Peter Watts
Peter Anthony Watts (Bedford, Anglaterra, 16 de gener de 1946 – Londres, Anglaterra, 2 d'agost de 1976) va ser un road manager i enginyer de so anglès que va treballar amb la banda de rock progressiu Pink Floyd.

## Vida i carrera
Watts va néixer a Bedford el 16 de gener de 1946, fill de Jane P. G. (cognom de soltera Rolt) i Anthony Watts. Tenia un germà major, Michael, i una germana menor, Patricia. La seva mare, Jane, contrauria matrimoni de nou amb Anthony Daniells el 1989.
Watts era cònjuge de Myfanwy Roberts, una venedora d'antiguitats i dissenyadora d'escenaris i disfresses anglesa, filla d'un gal·lès i una australiana. Amb ella va tenir dos fills, Ben (n. 1967) i Naomi (n. 1968).
Watts va treballar per a The Pretty Things abans d'unir-se a Pink Floyd com el seu primer road manager experimentat. Apareix al costat d'Alan Styles, un altre roadie, en la contraportada de l'àlbum Ummagumma (1969), davant del furgó de la banda i de tots els seus equips acomodats en una pista de l'Aeroport de Biggin Hill, amb el propòsit d'imitar els dibuixos transversals d'avions militars i les seves càrregues útils, que gaudien de certa popularitat en aquells dies. La seva contribució a l'àlbum The Dark Side of the Moon (1973) van ser els repetits riures durant les cançons "Speak to Me" i "Brain Damage". Corresponen a la veu de la seva esposa, Patricia, la frase «Yeah, I was definitely in the right, that geezer was cruisin' for a bruisin'» pronunciada en la transició entre "Money" i "Us and Them", així com les paraules «I never said I was frightened of dying», que poden sentir-se cap al final de "The Great Gig in the Sky".
El 1974 va deixar de treballar amb Pink Floyd i es va reconciliar amb Myfanwy.
El 2 d'agost de 1976 va ser trobat mort en un apartament a Notting Hill, Londres, presumptament a causa d'una sobredosi d'heroïna.